# Felisa Hernández Salmerón
Felisa Hernández Salmerón (Veracruz) es una violista mexicana. Es la viola principal de la Orquesta Filarmónica de la Ciudad de México y de la Orquesta del Teatro de Bellas Artes.

## Biografía

### Estudios musicales
En la infancia tuvo un acercamiento a la música por parte de su tía, la soprano Rosario Andrade. Su madre la inscribió a un curso de música cuando tenía cinco años en la Escuela Municipal de Bellas Artes, donde estudió flauta y pandero. A los ocho comenzó a estudiar violín. Más tarde ingresó a la orquesta juvenil, donde tuvo que cambiar de instrumento; primero a violonchelo y luego a viola, lo cual al principio no le gustó; sin embargo, a los 15 años decidió que ese sería su instrumento. A los 16 años, fue a estudiar a Estados Unidos, y después la licenciatura en la Universidad de Washington; ahí tuvo como profesores a Kelly Farris, Helen Callus, y Kyung- Sun Chee. En la Universidad de Columbia Británica en Vancouver, estudió la maestría en instrumentos orquestales, en donde cursó con los profesores Reg Quiring y David Harding. Después estudió en Amberes la maestría en viola, con Leo De Neve.

### Carrera musical
Ha interpretado en diversas orquestas. Ha sido viola principal en Encuentros de Orquesta Juveniles de México (1996-1999); participó en la Orquesta de las Américas. También fue viola reemplazante en la Orquesta de la Ópera de Cámara en Vancouver, en la Northwest Sinfonietta en Seattle, la Orquesta Juvenil Daniel Ayala, entre otras.
En las temporadas 2013 y 2014, Hernández Salmerón, fue la viola principal de la Orquesta Sinfónica de Minería. También conformó parte del Cuarteto Arcano, de 2013 a 2016. En 2013 fue designada como violista principal en la Orquesta Filarmónica de la Ciudad de México, y en 2014 también obtuvo el mismo puesto en la Orquesta del Teatro de Bellas Artes.
Realizó el estreno latinoamericano del Concierto para viola y orquesta Opus 23 “Maxahuaxi” de Arturo Pantaleón, con la Orquesta Sinfónica de la Universidad Autónoma del Estado de Hidalgo en 2018.
Felisa Hernández Salmerón se ha presentado como solista con diversas orquestas, como la Orquesta Sinfónica del Instituto Politécnico Nacional, la Orquesta Daniel Ayala, la Orquesta Filarmónica de la Ciudad de México, la Orquesta Sinfónica de Xalapa, la Orquesta de Cámara de Bellas Artes y la Orquesta Sinfónica del Estado de Hidalgo. También ha dado recitales en el Barnet Hall, la Blauwe Zaal, el Brechemin Auditorium, en el Auditorio de la Escuela Municipal de Bellas Artes, Amadeus Arte Divertido, Sala Silvestre Revueltas del Centro Cultural Ollin Yoliztli, en la Sala Ponce del Jardín Borda y en el Castillo de Chapultepec.
Ha impartido clases en la Escuela de Música Vida y Movimiento, y es profesora de viola en la Facultad de Música (UNAM), así como en la Universidad Panamericana. Es parte del Ensamble de Violas de México, donde también imparte clases, junto con Milana Soboleva.
También preside la Fundación Hernández Salmerón A.C. y es directora artística del Taller Internacional de Viola de las Américas.

## Discografía
- Cuerda sin Cordura. Cuarteto Arcano, Urtext, 2015.[9]

## Redes sociales
1. Página de Facebook Felisa Hernández Salmerón
2. Instagram felisa_hsv
3. Canal de You Tube Felisa Hernández Salmerón